# Lothar Quinte
Lothar Quinte (* 13. April 1923 in Neisse, Oberschlesien; † 29. Juli 2000 in Wintzenbach, Frankreich) war ein deutscher Maler der Avantgarde und führender Vertreter der Op-Art.

## Leben
Lothar Quinte wurde 1923 als zweites von fünf Kindern geboren. Sein Vater war Buchhalter. Im Alter von vier Jahren zog die Familie nach Leipzig. Lothar Quinte absolvierte von 1937 bis 1941 eine Malerlehre in Leipzig. Ab 1941 leistete er als Freiwilliger bei einer Fallschirmjägereinheit seinen Kriegsdienst, 1945 kam er kurzzeitig in britische Kriegsgefangenschaft. Danach besuchte er von 1946 bis 1951 die Kunstschule Kloster Bernstein, zunächst unter der Leitung von Hans Ludwig Pfeiffer, anschließend unter HAP Grieshaber. Er war ab 1946 Leiter der Bernsteiner Puppenbühne und Mitglied im Verband bildender Künstler Württemberg. 1948 heiratete er Herta Schmidhuber. Die Kinder Caren (1950), Mirjam (1952) und Thomas (1954) wurden geboren.
1954 zeigte er sein Schattenspiel Kaleideskop am internationalen Filmtreffen Bad Ems, mit Heinz Schanz und Kurt Frank und das Schattenspiel curriculum vitae mit Emil Kiess, Kurt Frank und Hans Günter Schmidt. 1955 war die Uraufführung von Schatten-Jazz und Don Casparo in Karlsruhe. 1956 erfolgte sein Umzug nach Pfullingen. Es entstanden das Emporenfenster für die Kirche St. Bonifatius in Metzingen und das Wandbild für die Planie-Lichtspiele in Reutlingen. 1957 wurde Quinte Mitglied im Deutschen Künstlerbund und kreierte Glasfenster für die Kirche Groß Schönach und die Kirche St. Augustinus in Esslingen-Zollberg. 1958 wirkte er im Sommeratelier in Lauterbourg (Elsass).
Von 1959 bis 1960 war er Gastdozent für freie Graphik an der Werkkunstschule Krefeld. Seit 1960 unterhielt er ein Atelier in Karlsruhe. Zwischen 1961 und 1963 unternahm er verschiedene Reisen mit dem Maler Markus Prachensky und dem Stuttgarter Galeristen Müller. 1962 heiratete er die Galeristin Helgard Rottloff. 1963 fertigte er das dreiteilige Westfenster für den Lübecker Dom, im selben Zeitraum schuf er das ca. 500 m² große Hauptfenster von St. Maria Königin des Heiligen Rosenkranzes in Ditzingen. Seine Tochter Katharina wurde geboren.
Im Jahr 1965 gestaltete er das Wandbild für das Stadttheater Bonn. Im gleichen Jahr kam sein Sohn Alexander zur Welt. Für die Vicelinkirche in Hamburg-Sasel schuf er 1968 Buntglasfenster und 1975 einen frontalen Wandteppich. 1969 gestaltete er den eisernen Vorhang für das Theater in Marburg, Quinte zog nach Wintzenbach/Elsass, wo er ein Atelier gründete. 1974 kreierte er den 11 × 11 m großen Wandteppich Werkreihe Corona und den „Eisernen Vorhang“ für das Badische Staatstheater Karlsruhe. 1975 erfuhr er eine künstlerische Krise und unternahm eine halbjährige Weltreise mit Schwerpunkten in Indien und Ägypten, bevor er ab 1980 ein jährliches Winteratelier in Goa, Indien, einrichtete. Im Jahre 1977 wurde auf seinen Entwurf hin im Spektralsaal des Planetariums Stuttgart eine Regenbogenwand geschaffen. 1984 erschien das Video 40 Jahre Malerei zu Lothar Quinte von Mirjam Quinte in der Medienwerkstatt Freiburg. Im Jahr 1987 heiratete er die Malerin und Performance-Künstlerin Sibylle Wagner. 1990 wurde seine Tochter Norina geboren.

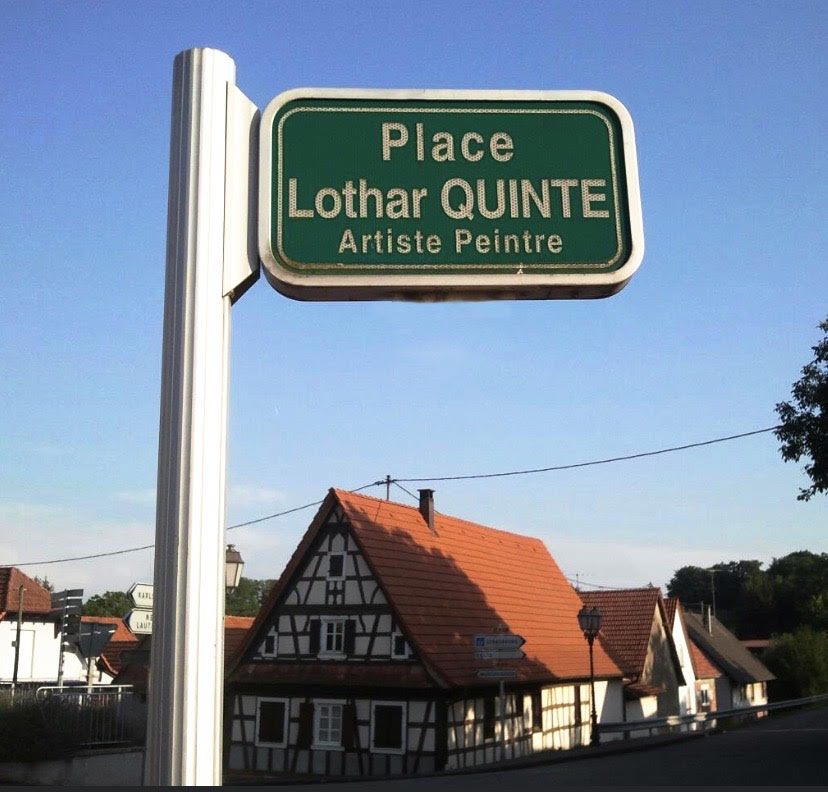
Place Lothar Quinte

1994 erschien ein Fernsehfilm von Rudi Bergmann über Lothar Quinte. Im Jahr 2000, als letztes Werk, schuf er die Fenster für die Kapelle in Champenay (Elsass).
Er verstarb am 29. Juli 2000 im elsässischen Wintzenbach, wo er seit 1967 wohnte.
2002 wurde in Wintzenbach die Place Lothar Quinte eingeweiht.

## Auszeichnungen
- 1953: Kunstpreis der Jugend
- 1956: Kunstpreis junger westen
- 1965: 2. Preis Burda-Preis für Malerei
- 1993: Kulturpreis Schlesien des Landes Niedersachsen
- 1995: Professor h. c. des Landes Baden-Württemberg
- 1997: Lovis-Corinth-Preis der Künstlergilde Esslingen